# 귀가부 활동 기록
귀가부 활동 기록(일본어: 帰宅部活動記録 기타쿠부카쓰도키로쿠[*])은 쿠로하의 만화이다. 스퀘어 에닉스의 간간 온라인에 연재되었다. 12화 분량의 애니메이션은 노매드가 제작하였고 2013년 6월부터 10월까지 방영되었다.

## 줄거리
이 이야기는 "귀가부"에 있는 고등학교 소녀들에 대한 이야기다. 일반적인 부활동을 하는 것 대신에, "귀가부"는 최대한 재미있게 지내는 것을 목표로 하여, 비디오 게임을 한다던지 공원에서 비둘기에게 먹이를 준다던지 이런 활동을 한다.

## 애니메이션
텔레비전 애니메이션 시리즈는 사토 히카루가 감독을 맡고 노매드가 제작했는데, 닛폰 TV에서 2013년 6월 4일부터 10월 11일까지 방영하였다. 이 시리즈는 북미에서는 Crunchyroll에서 동시방영이 되었으며 라이선스도 받았다. 오프닝 곡은 신토 오토메 (타지리 아야메, 아라카와 치카, 아오이 와카나, 타카하시 유키라)가 부른 "2학기 데뷔 대사건!!"(2学期デビュー大作戦!!)이다. 이 작품은 종종 제 4의 벽을 깨뜨리기도 하며, 유희왕, 드래곤볼 Z, 와타모테, 포켓몬 같은 실제 게임을 언급하기도 한다.